# Klauwhamer

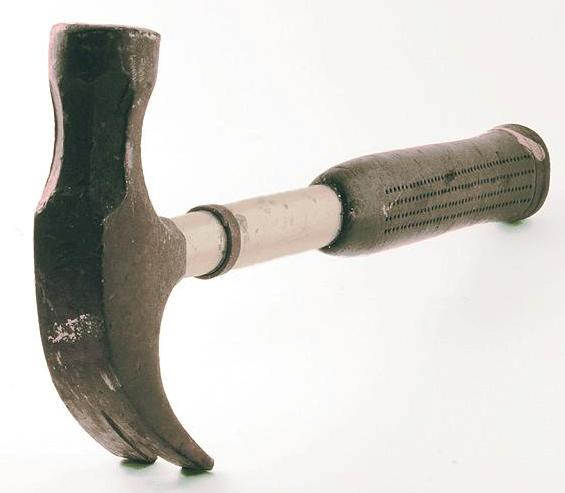
Klauwhamer

Een klauwhamer is een hamer die aan de ene kant een ronde platte vorm heeft, aan de andere kant gebogen is met een spleet. Deze spleet wordt de 'klauw' genoemd.
Met een klauwhamer is het makkelijk om bijvoorbeeld spijkers (draadnagels) uit te trekken. Het is bij uitstek een stuk gereedschap voor de timmerman.
Een vroege klauwhamer is te zien aan de linkerkant van Albrecht Dürers gravure Melencolia I uit 1514.

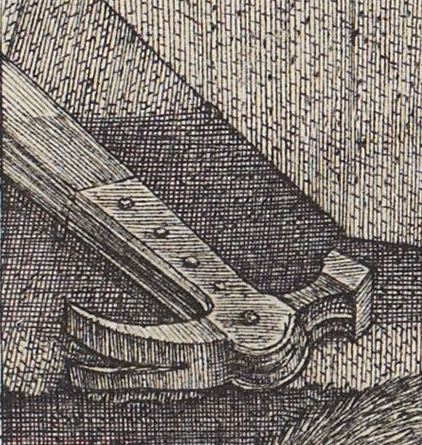
16e-eeuwse klauwhamer in de gravure Melencolia I van Albrecht Dürer